# Stefan Mau
Stefan Mau (22 luglio 1961) è un ex giocatore di football americano e allenatore di football americano tedesco che ha giocato nel ruolo di quarterback.
Dopo aver giocato per diverse squadre di Amburgo e Norderstedt ha intrapreso una carriera da allenatore per squadre di club tedesche e per la nazionale francese.
Ha due figli che giocano a football americano: Benjamin, di ruolo wide receiver e Marlon, di ruolo tight end.

## Palmarès
- World Games (2017)
- Europeo (2018)
- 1 German Bowl (Kiel Baltic Hurricanes, 2010)